# Tipula (Lunatipula) bucera
Tipula (Lunatipula) bucera is een tweevleugelige uit de familie langpootmuggen (Tipulidae). De soort komt voor in het Nearctisch gebied.